# Параметр Грюнайзена
Параметр Грюнайзена — безразмерный параметр, который описывает влияние изменения объёма кристаллической решётки на его вибрационные свойства и, как следствие, влияние изменения температуры на размер или динамику решётки. Параметр обычно обозначаемый γ назван в честь Эдуарда Грюнайзена. Под этим термином понимают одно термодинамическое свойство, которое является средневзвешенным средним значением многих отдельных параметров γi, входящих в первоначальную формулировку модели Грюнайзена в терминах фононных нелинейностей.

## Термодинамические определения
Из-за эквивалентности между многими свойствами и производными в термодинамике (например, соотношения Максвелла), существует множество формулировок параметра Грюнайзена, которые одинаково верны, что приводит к многочисленным различным, но эквивалентным интерпретациям его значения.
Некоторые формулировки для параметра Грюнайзена включают:
| {\displaystyle \gamma =V\left({\frac {dP}{dE}}\right)_{V}={\frac {\alpha K_{T}}{C_{V}\rho }}={\frac {\alpha K_{S}}{C_{P}\rho }}={\frac {\alpha v_{s}^{2}}{C_{P}}}=-\left({\frac {\partial \ln T}{\partial \ln V}}\right)_{S}}, |
где V — объём, {\displaystyle C_{P}} и {\displaystyle C_{V}} — удельные теплоёмкости при постоянных давлении и объёме, E — энергия, S — энтропия, α — объёмный коэффициент термического расширения, {\displaystyle K_{S}} и {\displaystyle K_{T}} — адиабатические и изотермические сжимаемости, {\displaystyle v_{s}} — скорость звука в среде и ρ — плотность.
Выражение для коэффициента теплового расширения через удельную теплоёмкость и сжимаемость через параметр Грюнайзена также называют законом Грюнайзена.

## Параметр Грюнайзена для совершенных кристаллов с парным взаимодействиями
Выражение для параметра Грюнайзена для идеального кристалла с парным взаимодействием в d-мерном пространстве записывается как:
{\displaystyle \Gamma _{0}=-{\frac {1}{2d}}{\frac {\Pi '''(a)a^{2}+(d-1)\left[\Pi ''(a)a-\Pi '(a)\right]}{\Pi ''(a)a+(d-1)\Pi '(a)}}},
где {\displaystyle \Pi } — межатомный потенциал, {\displaystyle a}- равновесная постоянная решётки. Соотношение между параметром Грюнайзена и потенциалами Леннард-Джонса, Морзе, и потенциалом Ми приведены в таблице.
| Решётка             | Размерность               | Потенциал Леннард-Джонса                       | Потенциал Ми                                       | Потенциал Морзе                                          |
| ------------------- | ------------------------- | ---------------------------------------------- | -------------------------------------------------- | -------------------------------------------------------- |
| Цепь                | {\displaystyle d=1}       | {\displaystyle 10{\frac {1}{2}}}               | {\displaystyle {\frac {m+n+3}{2}}}                 | {\displaystyle {\frac {3\alpha a}{2}}}                   |
| Треугольная решетка | {\displaystyle d=2}       | {\displaystyle 5}                              | {\displaystyle {\frac {m+n+2}{4}}}                 | {\displaystyle {\frac {3\alpha a-1}{4}}}                 |
| FCC, BCC            | {\displaystyle d=3}       | {\displaystyle {\frac {19}{6}}}                | {\displaystyle {\frac {n+m+1}{6}}}                 | {\displaystyle {\frac {3\alpha a-2}{6}}}                 |
| «Гиперрешётки»      | {\displaystyle d=\infty } | {\displaystyle -{\frac {1}{2}}}                | {\displaystyle -{\frac {1}{2}}}                    | {\displaystyle -{\frac {1}{2}}}                          |
| Общая формула       | {\displaystyle d}         | {\displaystyle {\frac {11}{d}}-{\frac {1}{2}}} | {\displaystyle {\frac {m+n+4}{2d}}-{\frac {1}{2}}} | {\displaystyle {\frac {3\alpha a+1}{2d}}-{\frac {1}{2}}} |

Выражение для параметра Грюнайзена одномерной цепи с потенциалом Ми точно совпадает с результатами Макдональда и Роя. Используя связь между параметром Грюнайзена и межатомным потенциалом, можно вывести простое необходимое и достаточное условие отрицательного теплового расширения в совершенных кристаллах с парными взаимодействиями
{\displaystyle \Pi '''(a)a>-(d-1)\Pi ''(a)}.
Детальное описание параметра Грюнайзена задаёт строгий тест на тип межатомного потенциала.

## Микроскопическое определение через фононные частоты
Физический смысл этого параметра также можно расширить путем объединения термодинамики с разумной микроскопической моделью для вибрирующих атомов в кристалле. Когда восстанавливающая сила, действующая на атом, смещенный из его положения равновесия, линейна по смещению атома, частоты ω i отдельных фононов не зависят от объёма кристалла или наличия других фононов, а также от теплового расширения (и таким образом, γ) равно нулю. Когда восстанавливающая сила зависит нелинейно от смещения, частоты фононов ωi изменяются с объёмом {\displaystyle V}. Параметр Грюнайзена отдельной колебательной моды с индексом {\displaystyle i} определён как (отрицательная) логарифмическая производная соответствующей частоты {\displaystyle \omega _{i}} :
{\displaystyle \gamma _{i}=-{\frac {V}{\omega _{i}}}{\frac {\partial \omega _{i}}{\partial V}}.}

## Связь между микроскопической и термодинамической моделями
Используя квазигармоническое приближение для атомных колебаний, макроскопический параметр Грюнайзена (γ) можно связать с описанием того, как частоты колебаний атомов (фононы) внутри кристалла изменяются с меняющимся объёмом (то есть γ i). Например, можно показать, что
{\displaystyle \gamma ={\frac {\alpha K_{T}}{C_{V}\rho }}}
если определить {\displaystyle \gamma } как взвешенное среднее
{\displaystyle \gamma ={\frac {\sum _{i}\gamma _{i}c_{V,i}}{\sum _{i}c_{V,i}}},}
где {\displaystyle c_{V,i}} — вклады индивидуальных фононных мод в теплоёмкость таких что полная теплоёмкость равна
{\displaystyle C_{V}={\frac {1}{\rho V}}\sum _{i}c_{V,i}.}

### Доказательство
Для доказательства нужно ввести теплоёмкость на одну частицу {\displaystyle {\tilde {C}}_{V}=\sum _{i}c_{V,i}}; Тогда
{\displaystyle {\frac {\sum _{i}\gamma _{i}c_{V,i}}{{\tilde {C}}_{V}}}={\frac {\alpha K_{T}}{C_{V}\rho }}={\frac {\alpha VK_{T}}{{\tilde {C}}_{V}}}}.
Таким образом, достаточно доказать
{\displaystyle \sum _{i}\gamma _{i}c_{V,i}=\alpha VK_{T}}.
Левая сторона:
{\displaystyle \sum _{i}\gamma _{i}c_{V,i}=\sum _{i}\left[-{\frac {V}{\omega _{i}}}{\frac {\partial \omega _{i}}{\partial V}}\right]\left[k_{B}\left({\frac {\hbar \omega _{i}}{k_{B}T}}\right)^{2}{\frac {\exp \left({\frac {\hbar \omega _{i}}{k_{B}T}}\right)}{\left[\exp \left({\frac {\hbar \omega _{i}}{k_{B}T}}\right)-1\right]^{2}}}\right]}
Правая сторона:
{\displaystyle \alpha VK_{T}=\left[{\frac {1}{V}}\left({\frac {\partial V}{\partial T}}\right)_{P}\right]V\left[-V\left({\frac {\partial P}{\partial V}}\right)_{T}\right]=-V\left({\frac {\partial V}{\partial T}}\right)_{P}\left({\frac {\partial P}{\partial V}}\right)_{T}}
Кроме того (соотношения Максвелла):
{\displaystyle \left({\frac {\partial V}{\partial T}}\right)_{P}={\frac {\partial }{\partial T}}\left({\frac {\partial G}{\partial P}}\right)_{T}={\frac {\partial }{\partial P}}\left({\frac {\partial G}{\partial T}}\right)_{P}=-\left({\frac {\partial S}{\partial P}}\right)_{T}}
{\displaystyle \alpha VK_{T}=V\left({\frac {\partial S}{\partial P}}\right)_{T}\left({\frac {\partial P}{\partial V}}\right)_{T}=V\left({\frac {\partial S}{\partial V}}\right)_{T}}
Эту производную легко определить в квазигармоническом приближении, так как только ωi являются V-зависимыми.
{\displaystyle {\frac {\partial S}{\partial V}}={\frac {\partial }{\partial V}}\left\{-\sum _{i}k_{B}\ln \left[1-\exp \left(-{\frac {\hbar \omega _{i}(V)}{k_{B}T}}\right)\right]+\sum _{i}{\frac {1}{T}}{\frac {\hbar \omega _{i}(V)}{\exp \left({\frac {\hbar \omega _{i}(V)}{k_{B}T}}\right)-1}}\right\}}
{\displaystyle V{\frac {\partial S}{\partial V}}=-\sum _{i}{\frac {V}{\omega _{i}}}{\frac {\partial \omega _{i}}{\partial V}}\;\;k_{B}\left({\frac {\hbar \omega _{i}}{k_{B}T}}\right)^{2}{\frac {\exp \left({\frac {\hbar \omega _{i}}{k_{B}T}}\right)}{\left[\exp \left({\frac {\hbar \omega _{i}}{k_{B}T}}\right)-1\right]^{2}}}=\sum _{i}\gamma _{i}c_{V,i}}
Это дает
{\displaystyle \gamma ={\dfrac {\sum _{i}\gamma _{i}c_{V,i}}{\sum _{i}c_{V,i}}}={\dfrac {\alpha VK_{T}}{{\tilde {C}}_{V}}}.}